# Cytotrophoblaste
 (janvier 2016).
Si vous disposez d'ouvrages ou d'articles de référence ou si vous connaissez des sites web de qualité traitant du thème abordé ici, merci de compléter l'article en donnant les références utiles à sa vérifiabilité et en les liant à la section « Notes et références ».

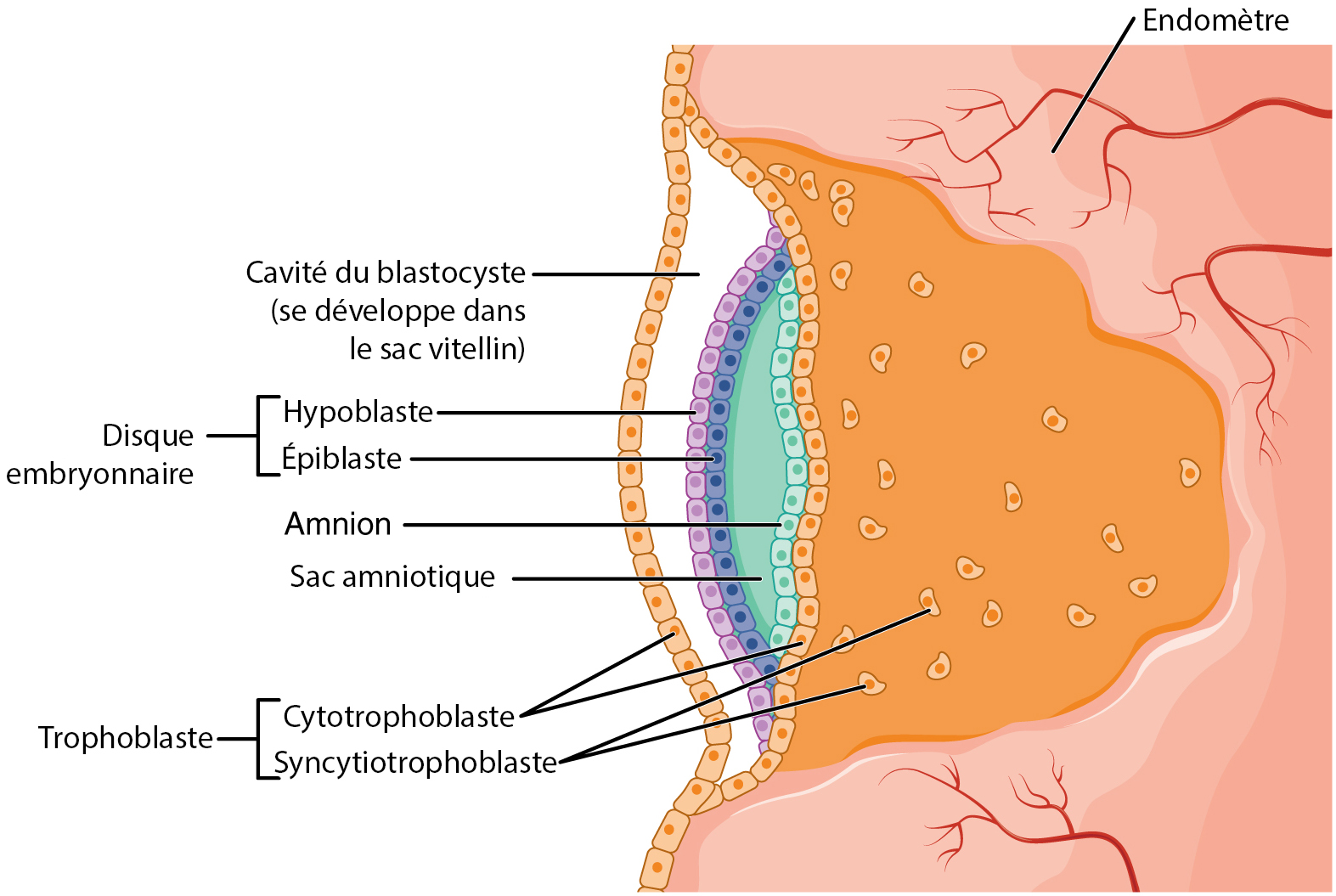
Développement du disque embryonnaire

Le trophoblaste de l'embryon humain, au 7e jour, va donner le syncytiotrophoblaste et le cytotrophoblaste (nom masculin * cyto : du grec kutos [cyto-, -cyte, -cytie], cellule ; * tropho : du grec trophê [troph(o)-, -trophie], nourriture, développement ; * blaste : du grec blastos [-blaste, blast(o)-], germe, qui a un rapport avec le développement embryonnaire), qui est formé par les cellules accolées au pôle embryonnaire du blastocyste. Le cytotrophoblaste est aussi appelé couche de Langhans en raison de Theodor Langhans qui en fit la description.  
Il est constitué de cellules individualisées mononucléées.

## Description
Le trophoblaste (ou trophectoderme) est présent dès le 5e jour du développement embryonnaire, autour de l'embryon. C'est lui qui va permettre la nidation,
entre le 8e et le 10e jour, par la libération d'enzymes spécifiques, puis il se différenciera pour former le placenta. Il a maintenant pour rôle essentiel l'élaboration d'annexes embryonnaires adaptées à la nutrition de l'embryon.
Il est constitué de replis creux de petite taille : les villosités choriales. Plus tard, le trophoblaste va se différencier en deux couches : le cytotrophoblaste est la couche cellulaire interne des villosités du chorion (rappel : c'est au niveau de ces villosités choriales - ou chorion villeux - que s'opèrent les échanges gazeux et nutritionnels entre le sang maternel et le sang fœtal) et le syncytiotrophoblaste externe (ou trophoblaste syncitial). C'est l'ensemble de ces deux couches qui forme le chorion. À partir du 3e mois, le trophoblaste prend le nom de placenta. 
Le cytotrophoblaste est constitué de cellules épithéliales polygonales appelées cellules de langhans (à ne pas confondre avec les cellules de Langerhans et les cellules géantes de Langhans (en) qui se forment, souvent par fusion cellulaire, dans la tuberculose ou la sarcoïdose, et qui se caractérisent par la présence de nombreux noyaux souvent rassemblés à la périphérie du cytoplasme). Pendant le premier trimestre de la grossesse, le cytotrophoblaste participe, au même titre que syncytiotrophoblaste et le mésenchyme des villosités, à la barrière placentaire. C'est au cours du 4e mois du développement embryonnaire que le cytotrophoblaste disparaît partiellement de la paroi des villosités choriales et évolue en îlots.